# Diwang International Fortune Center
Das an der Guangchang Road  entstehende Diwang International Fortune Center ist mit 303 Metern und 75 Etagen der höchste Wolkenkratzer in Liuzhou (chinesisch 柳州市). Das Gebäude wurde von 2010 bis 2015 erbaut.